# Vöröshátú klarinétmadár
A vöröshátú klarinétmadár (Cichlopsis leucogenys) a madarak osztályának verébalakúak (Passeriformes) rendjébe és a rigófélék (Turdidae) családjába tartozó Cichlopsis nem egyetlen faja.

## Rendszerezése
A fajt Jean Cabanis német ornitológus írta le 1851-ben. Sorolták a Myadestes nembe Myadestes leucogenys néven is.

## Alfajai
- Cichlopsis leucogenys gularis - Venezuela délkeleti része, Guyana és Suriname
- Cichlopsis leucogenys chubbi - Kolumbia délnyugati része és Ecuador északnyugati része
- Cichlopsis leucogenys peruviana - közép-Peru
- Cichlopsis leucogenys leucogenys - kelet-Brazília

## Előfordulása
Brazília, Ecuador, Kolumbia, Guyana, Peru, Suriname és Venezuela területén honos. Egyes szervezetek szerint csak Brazília keleti partvidékén található Bahia és Espírito Santo államokban honos. 
Természetes élőhelyei a szubtrópusi vagy trópusi síkvidéki és hegyi esőerdők. Magassági vonuló.

## Megjelenése
Testhossza 21 centiméter.

## Természetvédelmi helyzete
Az elterjedési területe nem nagy és csökken, egyedszáma 1000-2499 példány közötti és szintén csökken. A Természetvédelmi Világszövetség Vörös listáján veszélyeztetett fajként szerepel.